# Prince Randian
Prince Randian (1871 – 19 tháng 12 năm 1934), còn được biết đến với cái tên "Living Torso", là một diễn viên thành công trong thập kỷ 1930, cùng đóng với nhiều diễn viên khác trong bộ phim Freaks làm năm 1932. Sinh ra không có tay và chân, ông được giới thiệu như là "người trườn bằng bụng như loài bò sát".

Một cảnh trong bộ phim làm năm 1932 Freaks

Tên thật của Prince Randian đã bị mất theo thời gian. Ông được sinh ra ở Demarara, British Guyana vào năm 1871, là con của nô lệ người Ấn Độ gốc Anh. Thông tin về cuộc sống ban đầu của ông cũng như sự phát hiện ra ông có rất ít, dường như sự thích ứng với cuộc sống kỳ lạ của ông chưa được để ý. Ông được P.T. Barnum mang từ British Guiana đến Mỹ vào năm 1889. Ông xuất hiện trong các sô diễn freak, nơi ông có thể sống thoải mái và sinh hoạt dễ dàng với các công việc như cạo râu, viết, vẽ và quấn xì gà - làm tất cả các việc mà không cần đến chân hoặc tay. Ông thậm chí còn di chuyển dễ dàng từ nơi này đến nơi khác, uốn hông và vai để trườn giống con rắn. Randian còn được cho là một thợ mộc khéo tay. Cái hộp ông cất giữ những thứ liên quan đến việc hút thuốc của ông là do Randian tự làm lấy, bằng cách dùng môi và vai để điều khiển dụng cụ, ông thường đùa rằng ngày nào đó ông sẽ tự đóng nhà cho mình.
Một cảnh trong phim Freaks, Randian tự mình quấn và bật một điếu xì gà. Ông đã làm được việc này bằng cách uốn người, nhào lộn và mặc dù ông rõ ràng là người tàn tật nhưng ông vẫn có gia đình.
Randian là người đàn ông khá thông minh và khôn ngoan, có thể nói được tiếng Anh, tiếng Đức, tiếng Pháp ngoài tiếng Hindi, ngôn ngữ mẹ đẻ của mình. Ông cưới một người phụ nữ Hồi giáo, người được biết với cái tên Princess Sarah, là người tình nguyện chăm sóc ông suốt các chuyến lưu diễn. Gia đình này có 4 đứa con và sống tại Patterson, New Jersey.
Ông mất khi 63 tuổi và đã tham dự các lễ hội cũng như biểu diễn tại các bảo tàng ở Mỹ trong 45 năm.